# Mardi Gras (album de Creedence Clearwater Revival)
Pour les articles homonymes, voir Mardi gras (homonymie).
Albums de Creedence Clearwater Revival
Pendulum
(1970) Live in Europe
(1973)
Mardi Gras est le septième et dernier album du groupe Creedence Clearwater Revival, sorti en 1972. Tom Fogerty venait de quitter le groupe. Après cet album, le groupe se sépara. Il a été produit et écrit par les trois membres restants.

## Liste des titres
| 1. | Lookin' for a Reason   | John Fogerty           | John Fogerty  | 3:28 |
| 2. | Take It Like a Friend  | Stu Cook               | Stu Cook      | 3:00 |
| 3. | Need Someone to Hold   | - Doug Clifford - Cook | Doug Clifford | 3:00 |
| 4. | Tearin' Up the Country | Clifford               | Doug Clifford | 2:14 |
| 5. | Someday Never Comes    | Fogerty                | John Fogerty  | 4:01 |

| 6.  | What Are You Gonna Do? | Clifford                           | Doug Clifford | 2:53 |
| 7.  | Sail Away              | Cook                               | Stu Cook      | 2:29 |
| 8.  | Hello Mary Lou         | - Gene Pitney - Cayet Mangiaracina | John Fogerty  | 2:14 |
| 9.  | Door to Door           | Cook                               | Stu Cook      | 2:09 |
| 10. | Sweet Hitch-Hiker      | Fogerty                            | John Fogerty  | 2:59 |

## Musiciens
- John Fogerty - guitare solo, guitare rythmique, claviers, chant
- Stu Cook - basse, guitare rythmique, guitare solo, claviers, chœurs
- Doug Clifford - batterie, chœurs

## Classements hebdomadaires
| Classement (1972)             | Meilleure position |
| ----------------------------- | ------------------ |
| Allemagne (Media Control AG)  | 10                 |
| Australie (ARIA)              | 8                  |
| Canada (RPM Top Albums)       | 11                 |
| États-Unis (Billboard 200)    | 12                 |
| Norvège (VG-lista)            | 5                  |
| Pays-Bas (Mega Album Top 100) | 2                  |

## Certifications
| Pays              | Certification | Date       | Ventes  |
| ----------------- | ------------- | ---------- | ------- |
| États-Unis (RIAA) | Or            | 12/06/1972 | 550 000 |

## Ventes
Mardi Gras s'est vendu à 1 570 000 exemplaires dans le monde.